# The Other
The Other és una pel·lícula de terror i thriller psicològic estatunidenca del 1972 dirigida per Robert Mulligan, amb un guió adaptat per Tom Tryon de la seva novel·la homònima del 1971. És protagonitzada per Uta Hagen, Diana Muldaur, i els bessons Chris i Martin Udvarnoky, amb Victor French, John Ritter i Jenny Sullivan en papers secundaris.

## Argument
Connecticut, 1935. La vídua Alexandra Perry viu amb els seus fills bessons idèntics, Holland i Niles, a la granja familiar, supervisats per l'oncle George i la seva dona Vee, juntament amb el seu fill malcriat Russell. A prop hi viu la seva àvia emigrant russa Ada, amb qui Niles comparteix una estreta relació. L'Ada ha ensenyat a Niles a projectar astralment la seva ment en els cossos d'altres éssers vius, una habilitat que s'executa a la família Perry; es refereixen a això com "el joc". Malauradament, no és un joc innocent, tenint en compte que porta a la mort "accidental" estranya del cosí Russell, la paràlisi de l'Alexandra i un atac de cor fatal que pateix una veïna, la senyora Rowe. Ara l'Ada s'adona que el joc és dolent i li aconsella a Niles que no hi torni a jugar mai més. A més, obliga a Niles a admetre que Holland ha mort des del seu aniversari el març anterior quan va caure a un pou, però Niles no pot acceptar la veritat. L'Ada s'adona que en Niles ha estat utilitzant el joc per mantenir el seu germà viu en la seva ment, i que, de fet, és en Niles qui és responsable de les tragèdies de l'estiu.
Més tard, la germana gran d'en Niles dona a llum una nena. Niles adora la nena, però "Holland", que està fascinat amb el recent segrest del nadó Lindbergh, roba el nadó. Es forma un grup per trobar el nen. Però l'Ada, sospitant del pitjor, busca en Niles al graner. Ella el descobreix rondant pel celler i, parlant amb "Holland", li demana el parador del nadó. Mentrestant, el grup troba el nadó ofegat en una bóta de vi, i un camperol immigrant alcohòlic és acusat de l'assassinat. Informada del descobriment i adonant-se del que ha passat, l'Ada aboca querosè al celler i s'hi tira amb un llum de querosè, provocant un infern que crema el graner. Mesos després, les restes carbonitzades del graner són netejades. Es revela que Niles va escapar del foc perquè "Holland" havia tallat prèviament el cadenat de la porta del celler. Amb l'Ada morta i la seva mare una invàlida catatònica i paralitzada, ningú sospita del secret de Niles. A l'últim pla de la pel·lícula, Niles mira des de la finestra del seu dormitori mentre és cridat a dinar a baix.

## Repartiment
- Chris Udvarnoky - Niles Perry
- Martin Udvarnoky - Holland Perry
- Uta Hagen - Ada
- Diana Muldaur -Alexandra Perry
- Norma Connolly - Tia Vee
- Victor French - Mr. Angelini
- Loretta Leversee - Winnie
- Lou Frizzell - Oncle George
- Clarence Crow - Russell
- John Ritter as Rider
- Jenny Sullivan - Torrie
- Portia Nelson - Mrs. Rowe
- Jack Collins - Mr. Pretty

## Producció

### Ubicacions
La pel·lícula es va rodar íntegrament a Murphys i Angels Camp. El director Robert Mulligan tenia l'esperança de rodar la pel·lícula a Connecticut, on es desenvolupa, però perquè era la tardor quan la pel·lícula va entrar en producció (i, per tant, el color de les fulles no reflectiria l'alçada de l'estiu, quan la història passa) aquesta idea es va abandonar. El subdirector/productor associat Don Kranze va escollir la ubicació de la casa a Murphys, després d'haver-la recordat de la pel·lícula de 1947 The Red House. La seqüència de fira es va rodar a Angels Camp.

### Direcció
Mulligan va descriure les seves intencions amb la pel·lícula: "Vull posar el públic en el cos del nen amb aquest pla i fer que l'experiència de la pel·lícula, de principi a fi, sigui totalment subjectiva". Sobre el personatge de Niles, va comentar: "Si Niles pogués tenir la vida tal com la volgués, el seu món només contindria l'Ada, l'Holland i ell mateix, preferiblement només Holland i ell mateix". Del personatge d'Ada, va dir: "Ella era el cor de la casa.Té un sentit primitiu de la imaginació i el drama, que és el millor que un adult pot donar a un nen... El seu únic fracàs és que té un amor matern tan fort que l'encega a allò que és. Tot i que enriqueix i activa la imaginació del nen, el seu do és utilitzat d'una manera destructiva pel nen."

### Repartiment
Aquesta va ser l'única aparició al cinema dels bessons Chris i Martin Udvarnoky, les estrelles destacades. Mulligan mai mostra els germans junts. Sempre estan separats per un escombratge o un tall d'edició. Chris Udvarnoky es va convertir en tècnic d'emergències mèdiques. Va morir a Elizabeth, Nova Jersey, el 25 d'octubre de 2010 a l'edat de 49 anys. Martin Udvarnoky treballa com a massatgista terapèutic a Summit, Nova Jersey.
John Ritter va fer una de les seves primeres aparicions a la pel·lícula com a cunyat dels nois, Rider Gannon. Dècades més tard, en un episodi de 8 Simple Rules for Dating My Teenage Daughter, Ritter va retre homenatge a Robert Mulligan en una escena on el seu personatge citava To Kill a Mockingbird.

### Música
Les composicions de Goldsmith per la pel·lícula es poden escoltar en una suite de 22 minuts que es troba a l'àlbum de la banda sonora de The Mephisto Waltz. Aquest CD es va publicar 25 anys després de l'estrena de la pel·lícula. A causa dels comentaris de les projeccions de prova, la pel·lícula es va escurçar i es va treure gran part de la música de Goldsmith.

### Final alternatiu
Quan la pel·lícula es va emetre a la CBS als anys 70, el pla final substitueix la frase de Winnie per una veu en off de Niles: "Holland, el joc s'ha acabat. No podem jugar més. Però quan vingui el xèrif, li preguntaré si el podem jugar a la nostra nova llar". La veu en off és doblada per un nen diferent de l'actor i pot haver estat editada a la versió televisiva per donar a entendre que Niles no s'havia sortit amb l'assassinat, sinó que estava esperant ser portat a un centre de salut mental. Tots els comunicats de premsa posteriors i les emissions de televisió ometen aquesta veu en off a favor del final cinematogràfic original.

## Recepció
La pel·lícula va experimentar un recorregut cinematogràfic modest, però es va emetre regularment per televisió a finals dels anys setanta. Entre els admiradors de la pel·lícula es trobava Roger Ebert, que va escriure en la seva crítica, la pel·lícula "ha estat criticada en alguns sectors perquè Mulligan la va fer massa bonica, diuen, i massa nostàlgica. Res en absolut. Els seus colors són rics, profunds i foscos. marrons xocolata i vermells sanguinolents, no són bonics sinó perversos i amenaçadors. I la granja no es veu amb una càlida nostàlgia, sinó amb el record que està embruixada." Després de la mort de Chris Udvarnoky el 25 d'octubre de 2010, Ebert va tretre tribut a Udvarnoky a la seva pàgina de Twitter.
Tom Tryon, però, va quedar decebut amb la pel·lícula, tot i haver escrit el guió. Quan se li va preguntar sobre la pel·lícula en una entrevista de 1977, Tryon va recordar "Oh, no. Això em va trencar el cor. Jesús. Va ser molt trist... Aquella pel·lícula es va arruïnar en el tall i el càsting. Els nois eren bons; Uta era bona; les altres parts, crec, es van emetre descuradament en alguns casos, no tots, però en alguns casos. I, Déu sap, estava mal tallat i mal dirigit. Potser tot era el guió podrit, no ho sé. Ho sé, però crec que va ser un bon guió".
En la mateixa entrevista, Tryon també va insinuar que inicialment se li havia considerat per dirigir la pel·lícula abans que Mulligan fos contractat per al treball: "Tot va ser pas a pas fins al punt de si anava a ser director o no. La pel·lícula es va fer principalment perquè el director que la va fer volia fer-la, i ell era un director conegut; era una mercaderia coneguda."
Va participar en la V Setmana Internacional de Cinema Fantàstic i de Terror (1972), on Robert Mulligan va guanyar el Premi a la millor direcció.